# Drieplatenpunt

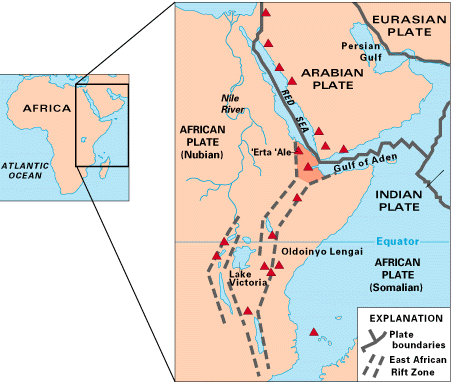
Tektonische kaart van Oost-Afrika. Rode driehoeken zijn niet-actieve vulkanen. De Afardriehoek is gearceerd aangegeven. Hier komt de Arabische Plaat samen met de twee delen van de Afrikaanse Plaat, die uit elkaar bewegen bij de Grote Slenk. Afbeelding: (USGS).

Een drieplatenpunt (Eng: triple junction) is in de platentektoniek een gebied op het aardoppervlak waar drie tektonische platen samenkomen, oftewel waar drie plaatgrenzen bij elkaar komen. Er bestaan drie typen plaatgrenzen (convergente, divergente en transforme plaatgrenzen) zodat er theoretisch tien soorten triple junctions kunnen bestaan. In de praktijk zijn de meeste soorten echter niet stabiel, deze zullen door de relatieve beweging van de platen uit elkaar vallen in twee nieuwe triple junctions. De term triple junction wordt meestal gebruikt om de samenkomst van drie divergente plaatgrenzen aan te duiden.
De theorie achter triple junctions werd in 1968 voor het eerst beschreven door de Amerikaanse geofysici Jason Morgan en Dan McKenzie. In het ideale geval zijn de hoeken tussen de plaatgrenzen precies 120°. Als een continent in tweeën "breekt" gebeurt dit meestal niet volgens één, langgerekte riftzone, maar volgens een vertakkend systeem van riften. De plek van zo'n vertakking is een triple junction waar drie divergente plaatgrenzen samenkomen. Uiteindelijk zal één vertakking uitgroeien tot een oceaan en de andere ophouden actief te zijn. Zo'n failed rift wordt een aulacogen genoemd.
Een veelgenoemd voorbeeld van een drieplatenpunt is de samenkomst van de Rode Zee, de Grote Slenk en de Golf van Aden bij de Afardriehoek. Het is op dit moment het enige drieplatenpunt van het tripel convergente type (RRR) dat zich boven de zeespiegel bevindt.